# Albert Weber (Politiker)
Albert Weber (* 8. April 1919 in Kassel; † 5. Dezember 2008) war ein hessischer Politiker (SPD) und Abgeordneter des Hessischen Landtags.

## Ausbildung und Beruf
Albert Weber machte nach der Volksschule und der höheren Handelsschule eine kaufmännische Ausbildung. 1939 bis 1946 folgten Arbeitsdienst, Kriegsdienst und Kriegsgefangenschaft. Seit 1946 arbeitete Albert Weber bei der Stadtverwaltung Kassel. 1970 bis 1982 war er Kurdirektor in Bad Hersfeld.

## Politik
Albert Weber war Mitglied der SPD und war dort 1954 bis 1964 Kreisvorsitzender im Landkreis Hofgeismar. Seit 1948 war er Stadtverordneter in Grebenstein, von 1952 bis 1970 Kreistagsabgeordneter.
Vom 1. Dezember 1954 bis zum 30. November 1970 war er Mitglied des Hessischen Landtags.